# هوبرت إنغراهام
هوبرت ألكسندر إنغراهام  (بالإنجليزية: Hubert Ingraham)‏(مواليد 1947) هو رئيس وزراء جزر البهاما. شغل منصب رئيس الوزراء من عام 1992 حتى عام 2002 وأصبح رئيس الوزراء مرة أخرى في عام 2007. وهو عضو في حزب الحركة الوطنية الحرة (FNM). يرأس هوبرت انغراهام حاليا FNM كرئيس للحزب و عضو في البرلمان عن دائرة أباكو الشمالية، كما شغل منصب زعيم المعارضة في مجلس النواب 2005-2007.
وكان إنغراهام رئيس وزراء جزر البهاما من آب/أغسطس 1992 وحتى مايو 2002. في انتخابات التاريخية من عام 1992، التي أسقطت FNM و فوز الحزب التقدمي الليبرالي، فنجح إنغراهام رئيساً للوزارة على حساب الرئيس الأسبق ليندن بيندلينج، الذي كان يرأس حكومة حزب العمال التقدمي منذ يناير كانون الثاني عام 1967. بعد فوز حزبه في انتخابات أيار / مايو 2007، أصبح رئيس الوزراء مرة أخرى.

## النشأة
ولد إنغراهام في 4 أغسطس 1947 في باين ريدج، جراند باهاما. و هو ابن إنغراهام جيروم (من تركيا)، و لإيزابيلا لارودا. ونشأ في كوبر تاون، و هي بلدة على جزيرة أباكو. بدأ تعليمه في مدرسة كوبر تاون العامة، ثم انتقل في فترتة الثانوية إلى المدرسة الجنوبية الثانوية، و من ثم درس في المعهد المسائي في ناساو.
درس إنغراهام القانون في ناساو، بعد أن استقال من وظيفة رجل الإطفاء، أصبح في نهاية المطاف شريك كبير في مكتب كريستي و إنغراهام للمحاماة دخل على خط المواجهة السياسية في عام 1975 عندما تم انتخابه لعضوية المجلس العام الوطني الحاكم آنذاك في الحزب التقدمي الليبرالي. كان قد خدم سابقا منصب عضو في هيئة النقل الجوي و الترخيص ورئيس المحكمة والضريبة العقارية.
وبعد فترة قصيرة من العمل في أقسام المحاسبة من مطحنة أوينز، إلينوي شركة السكر في أباكو، و جزر البهاما للاتصالات و بنك تشيس مانهاتن ، في ناساو.
هوبرت انغراهام متزوج إلى ميلر ديلوريس من لونغ آيلاند ، و لديهم خمسة أطفال.

## انتخابات 2007
في الانتخابات العامة التي عقدت في 2 مايو 2007، فاز حزب FNM بأغلبية المقاعد، و هزيمة حزب العمال التقدمي، تولى انغراهام منصب رئيس الوزراء في 4 أيار / مايو.أصبح أيضا وزير المالية في الحكومة الجديدة.

## روابط خارجية
- هوبرت إنغراهام على موقع الموسوعة البريطانية (الإنجليزية)
- هوبرت إنغراهام على موقع مونزينجر (الألمانية)
- هوبرت إنغراهام على موقع إن إن دي بي (الإنجليزية)